# Nobuhisa Isono
Nobuhisa Isono (磯野 修久 Isono Nobuhisa?), född 8 januari 1974 i Gunma prefektur, är en japansk före detta fotbollsspelare.
Isono började sin karriär 1992 i Yokohama Marinos. Med Yokohama Marinos vann han japanska cupen 1992. 1995 flyttade han till Mito HollyHock. Han avslutade karriären 2000.